# إسحاق ن. كوين
إسحاق ن. كوين هو سياسي أمريكي، ولد في 24 أبريل 1795، وتوفي في 26 يونيو 1865. نشط حزبياً في الحزب الديمقراطي. وقد انتخب عضو جمعية ولاية كاليفورنيا ‏.